# Chácara (Minas Gerais)
Chácara es un municipio brasileño del estado de Minas Generales. Su población estimada en 2010 era de 2.737 habitantes.